# پیرو کیسپه
پیرو کیسپه (انگلیسی: Piero Quispe؛ زادهٔ ۱۴ اوت ۲۰۰۱) بازیکن فوتبال اهل پرو است که در حال حاضر برای باشگاه فوتبال اونیورسیداد ناسیونال بازی می‌کند. 
وی همچنین در تیم ملی فوتبال پرو بازی کرده است.

## دوران ملی
کیسپه در تاریخ ۱۹ نوامبر ۲۰۲۲ با بازی در یک پیروزی دوستانه ۱–۰ برابر بولیوی، به تیم ملی فوتبال پرو برای اولین بار بازی کرد. در نوامبر ۲۰۲۳، او اولین بازی رسمی خود را باز هم در برابر بولیوی در یک شکست ۰–۲ خارج از خانه انجام داد و به عنوان یکی از معدود بازیکنان پرو که در این بازی برجسته بودند، شناخته شد. کیسپه اولین گل بین‌المللی خود را در یک بازی دوستانه برابر جمهوری دومینیکن به ثمر رساند. در اکتبر ۲۰۲۴، او برای گل میگل آرائوخو در پیروزی ۱–۰ برابر اروگوئه یک پاس گل داد و به پرو اولین پیروزی در مقدماتی جام جهانی ۲۰۲۶ را هدیه داد.